# René Pijpers
René Antoine Pijpers (ur. 15 września 1917 w Swalmen, zm. 22 marca 1944 tamże) – holenderski piłkarz, pomocnik. Uczestnik Mistrzostw Świata z roku 1938. W 1936 roku wraz z braćmi: Fransem, Harrym i Coenem zdobył dla klubu RFC Roermond Puchar Holandii, wygrywając mecz finałowy z KFC Koog 4–2. Na Mundialu 1938 nie zagrał w żadnym spotkaniu.

## Osiągnięcia
- Puchar Holandii (1 raz: 1935/1936)